# 茅舍行動
茅舍行动（英語：Operation Cottage）是阿留申群岛战役的最后一場战役，由美军和加拿大军成功夺回被日本占领的最后一座阿留申群岛岛屿：基斯卡岛。惟因为天气惡劣及失误，日军在美國军隊行动前就从基斯卡岛全數撤出，是次行动被日本称为奇迹作战。

## 背景
基斯卡岛是在1942年中途岛战役时被日军夺取的。虽然这个岛和另一个同时夺取的阿拉斯加小岛一样無戰略意義，但出于宣传和吸引美国兵力的目的，日军依然在基斯卡岛上布以重兵。1943年3月，基斯卡岛已经增兵至6000人，包括日本海军陆战队和陆军的守备队。同时日本在基斯卡岛上修建了一个简易机场。
但1943年1月，美军已经打算夺回被日本占领的阿拉斯加岛屿。美军从南太平洋调来金凯德少将指挥阿留申群岛战役。金凯德一面准备登陆战需要的陆军部队，一面让位于埃达克岛上的美军轰炸机轰炸基斯卡岛上的日军阵地，并尝试对日军进行封锁。在3月份日军补给舰队与美军的一次交火之后，美军成功封锁了基斯卡岛，使岛屿只能通过潜艇进行有限的补给。
原本金凯德打算先进攻较靠近美国的基斯卡岛，但发现难以在希望的时间里集结到足够的兵力之后，他决定先攻击防御较弱的阿图岛。1943年5月11日，1.1万美军攻击了只有2600人把守的阿图岛。经过了惨烈的交战之后，这场战役在5月30日随着山崎保代大佐带领最后的日军进行自杀式冲锋并全军覆没而结束。美军夺取阿图岛之后，基斯卡岛的日军就陷入被包围的状态之中。此时美军已经夺取了阿拉斯加一带的制空权和制海权，使日军无法通过海军进行补给和支援。而基斯卡岛上唯一的机场又因为空袭和工期拖延一直没有竣工。

### 美军计划
在夺取了阿图岛之后，美军的下一个计划是夺取基斯卡岛。但因为美军认为基斯卡岛防御远比阿图岛坚固，因此需要更多兵力。以及阿图岛战役中美军的损失很大，需要休整。故此将进攻计划定为8月中。进攻计划被称为茅舍行动。
按照计划，会有34426名美军和加拿大军队从三个登陆场登上基斯卡岛。因为基斯卡岛是一个狭长的岛屿，三面登陆可以直接将岛中央的日军包围。近30000名美军会在8月15日先从接近的两个登陆场登上岛屿。次日，5300名加拿大士兵会在偏北一点的地方登陆。在进攻发起前，美国会以3艘战列舰封锁基斯卡岛周遭海域，并以空军不停进行轰炸。
参战的盟军陆军包括：
- 美国陆军第7步兵师
- 加拿大第六步兵師（英语：6th Canadian Infantry Division）第13步兵旅
- 加拿大第1特别服务队（英语：First Special Service Force）（魔鬼旅）

此外还有一支从阿拉斯加当地招募的斥候卡斯特納的凶手。大部分美军部队都参加过之前的阿图岛战役。

### 日军计划
阿图岛战役的惨败之后，日军已经认清无法防守陷入绝境的基斯卡岛。日军大本营最终决定放弃阿留申群岛，并在盟军登陆之前预先撤走基斯卡岛上的驻军。
日军的行动基本上和瓜达尔卡纳尔战役中的撤退行动类似。利用快速的轻型船只趁夜晚载上士兵逃脱。尤其以驱逐舰和轻巡洋舰最适合。恰好阿拉斯加沿海具有能见度为零的大雾天气，如果趁雾混入岛边，会使这一作战更容易成功。由于美军掌握了当地的海空权，留给岛上日本军队登船撤退的时间不多。为此在行动之前岛上日军制定了详尽的登船计划，并进行了多次演练。
但这个作战能否成功还取决于两个因素：
- 行动时是否会有足够大的雾并能维持到行动结束。
- 日军舰艇是否能躲开美军的雷达监测。

因此，在水面舰艇进行撤退之前，会先由潜艇部队进行撤退并为岛上提供一些补给，以避免损失太多宝贵的驱逐舰。
日军的撤退作战称为乾字作战（日語：。指的是日文，賭上一切的作战之意）。

## 行動经过

### 日军第一次撤退行动
1943年6月上旬，日军第一潜水战队的15艘潜艇，在古宇田武郎少将的指挥下进行了两次撤退行动。其间一共撤走了800名伤兵，并给岛上送上125吨弹药和100吨粮食。但撤退行动并不很成功。伊24号潜艇在第一次行动中被美军击沉，伊7和伊9两艘潜艇在第二次行动中又被击沉。加上潜艇撤退的效率并不高，日军还是选择立刻使用水面舰艇实施撤退。

### 日军第二次撤退行动
1943年6月29日，日军水面舰艇从幌筵岛出发开始第二次撤退行动。水面舰艇由日军第五舰队旗下第一水雷战队的舰只组成。司令官是木村昌福少将。旗下共有1艘轻巡洋舰，11艘驱逐舰，一艘巡防舰和一艘补给舰。旗舰为阿武隈号轻巡洋舰。此外还有之前之前参与第一次撤退行动的第一潜水战队和第五舰队的旗舰那智号、轻巡洋舰多摩号、木曾号做支援。木村的策略是尽量避免遇到美军舰队。一旦遇到，则尽量进行夜战。
7月10日，木村舰队在阿姆奇特卡岛500海里外集结就绪，趁着大雾向基斯卡岛驶去。途中大雾突然散去。担心遭到美军空袭的木村昌福立刻选择撤回。
7月22日，得到25日后阿留申群岛又会下大雾的天气预报以后，木村舰队再一次前往基斯卡岛。由于缺乏燃料，巡洋舰那智号没有一起出击，改换成轻巡洋舰多摩号。7月23日，美军的卡特琳娜侦察机发现了木村舰队，但回报了错误的位置。紧接着7月26日，多艘美国军舰在那个错误的位置发现了奇怪的雷达回波。金凯德判断那是日军前来支援基斯卡岛的舰队，于是下令舰队出击拦截。之后为了补给于7月28日率全舰队（包括部分执行警戒任务的驱逐舰）后退，撤走了全部封锁基斯卡岛的舰只。木村舰队就这样幸运的躲过了美军的封锁圈。尽管在大雾中遇到诸如撞船事故之类的混乱，木村舰队依然在7月29日中午抵达基斯卡岛。早有准备的陆上部队仅用了55分钟就完成了登船。为了减轻重量，士兵携带的枪支和大多数登陆艇都被丢弃。之后，日军舰艇迅速撤回。8月1日时所有战舰都返回了幌筵岛，没有一艘损失。

### 盟军的登陆作战
7月30日，补给完毕的美军舰队返回基斯卡岛沿岸，重新开始封锁。8月1日美军的战列舰基于侦察机的“航空队受到炮击，通讯站有转移，有小兵力转移”的情报又对基斯卡岛进行了空袭和十余次炮击。然而之后发现情报中提到的分别为爆炸的火焰、视觉错觉和狐狸。
8月13日，盟军的登陆舰队从埃达克岛出发。之前美國陸軍航空軍已经对早已空无一人的基斯卡岛进行了3周的轰炸，投下1200枚炸弹。8月15日，在100多艘战舰的掩护下，30000多名盟军士兵开始在基斯卡岛登陆。美军并不知道日军早已撤离，加上登陆当天的大雾，发生了多起友軍誤傷。共有24名美军在登陆第一天死於友軍誤傷。
如同阿图岛，基斯卡岛同样充斥着大雾和寒冷的天气。很多盟军士兵因此生病。恶劣的天气，大量的诡雷和地雷使岛上盟军以为日军仍在抵抗，导致经常发生友军混战的状况，引發多起誤傷。盟军还在日军军营里发现了一个“鼠疫病人隔离所”的牌子。以至于需要紧急调集疫苗并找来医生接种。金凯德还因此被送回后方直至战争结束。然而事后发现这只是日军留下的诡计。
8月18日，美军遭受了登陆以来最严重的损失。驱逐舰阿伯纳·里德号在岛边触了一颗日军撤退时佈下的水雷。里德号遭到重创，71人阵亡。
兩隻軍犬的其中一隻在吸引美軍時被地雷炸死，另一隻則被美軍發現。
之后，美军方才发现日军早已撤走。

## 事后
- 因为美军在全然不知日军撤退的情况下依然进行了实战登陆，并且造成了（相对而言）惨重的损失，茅舍行动也被讥讽为“史上最大实战登陆演习”。
- 尼米兹在登上基斯卡岛视察日军未完成的机场后评价道：日本要不是不知道什么叫做现代化战争，不然就是还不配进行现代化战争。
- 虽然因为自己的指挥失误导致美军放过了基斯卡岛上6000日军，金凯德依然在此战后晋升为中将。

## 流行文化
- 日本1965年电影《太平洋奇迹的作战》（日語：太平洋奇跡の作戦：キスか）讲述这场战役中日军的撤退。